# بوريس بيرمان
بوريس بيرمان (بالإنجليزية: Boris Berman)‏ هو معلم موسيقى وعازف بيانو أمريكي، ولد في 3 أبريل 1948 في موسكو في روسيا.

## وصلات خارجية
- بوريس بيرمان على موقع ميوزك برينز (الإنجليزية)
- بوريس بيرمان على موقع أول ميوزيك (الإنجليزية)
- بوريس بيرمان على موقع ديسكوغز (الإنجليزية)